# Auzon

Auzon este o comună în departamentul Haute-Loire, Franța. În 2009 avea o populație de 944 de locuitori.